# Ringsaker
Ringsaker er en kommune i Innlandet fylke i Norge. Den grænser i nordvest til Lillehammer, i nord til Øyer, Stor-Elvdal og Åmot, i øst til Hamar, i syd til Stange og Østre Toten og i vest til Gjøvik kommune. Højeste punkt er Tua der er 1.091 moh. Kommunen havde i 2019 34.736 indbyggere.
Området ligger på Mjøsas østbred, mellem bykommunerne Hamar og Lillehammer, og strækker sig østover til hedemarksviderne. De to største byer er Brumunddal og Moelv, som også huser det meste af de kommunale tjenester og styringsorganer. Europavej 6 og Dovrebanen passerer gennem kommunen. Lokalavisen Ringsaker Blad udgives i Moelv.

## Historie
Ringsaker har vært beboet siden stenalderen, og der er gjort fund af helleristninger på Mo gård ved Moelv. Ringsaker kirke, bygget i 1170, er en stenkirke beliggende ved Mjøsas bred. Rester af borgmur og gamle gravpladser vidner også om en rig kultur med rødder langt tilbage i tiden. Ud til Mjøsa ligger ruinerne af Mjøskastellet som sandsynligvis stammer fra 1200-tallet.

## Kultur
Alf Prøysen og grafikeren Johan Nordhagen har med deres skildringer af lokale motiver gjort fladbygderne kendt ud over kommunens grænser.

## Erhvervsliv
Kommunen er præget af udstrakt jord- og skovbrug, og det meste af industrien er relateret dertil med forædlingsindustri, savværker og færdighusproduktion.